# Mirbachův palác
Mirbachův palác je barokně-rokoková stavba v historické zóně Bratislavy. Čtyřkřídlý dvoupatrový objekt, řadící se k nejkrásnějším a nejzachovalejším stavebním památkám uvedeného slohového období na Slovensku, dostal své jméno po posledním majiteli, baronu Dr. Emilovi Mirbachovi.

## Historie paláce a jeho majitelé

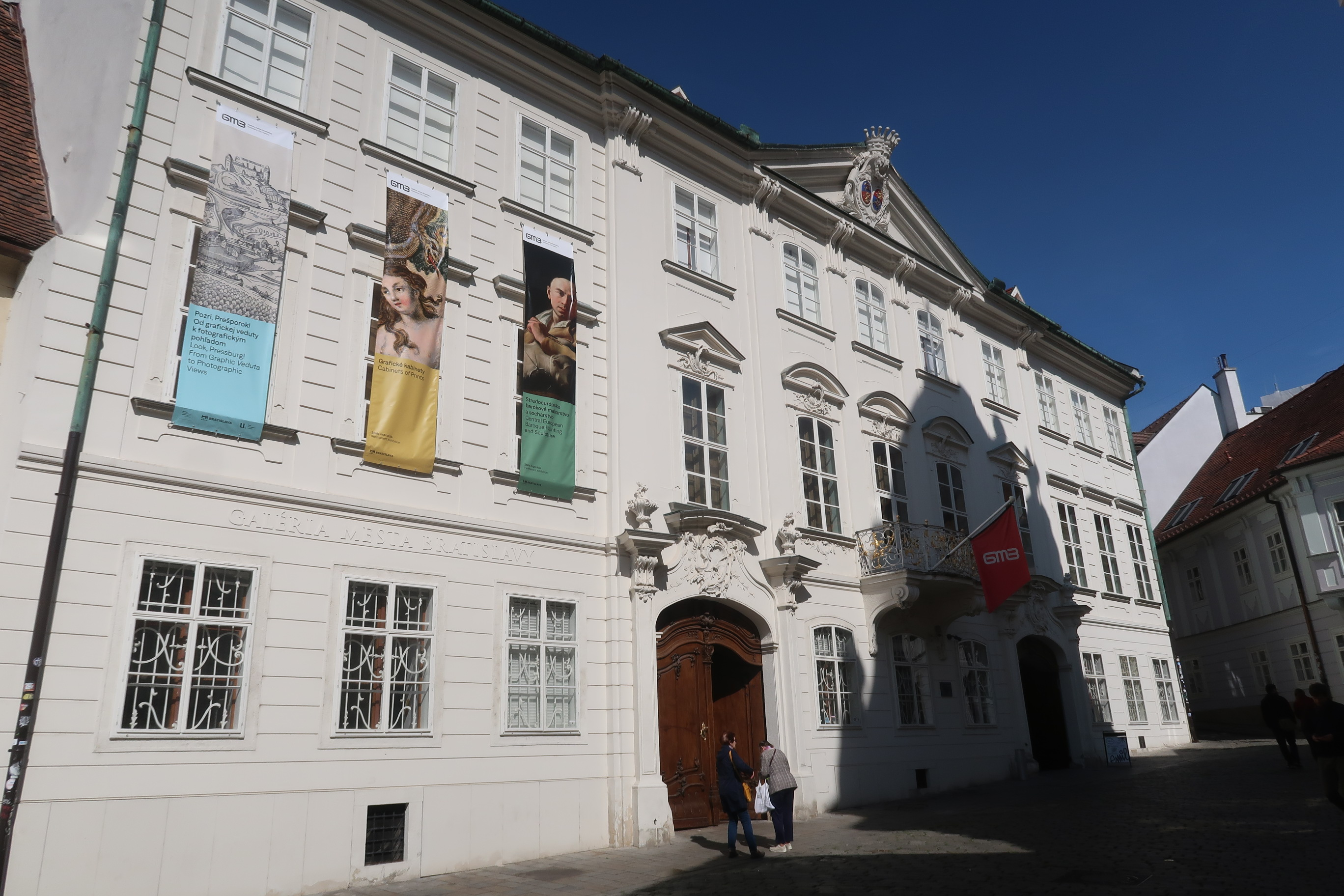
Palác po rekonstrukci v roce 2009

Historie paláce a místa, na kterém nynější budova stojí, sahá do dávné minulosti. Prvním historickým dokumentem, vážícím se k předchůdci stavby, je katastrální záznam o zdejší parcele, pocházející z roku 1379. V listině se uvádí majitel domu na tomto pozemku, kterým byl jistý Mikuláš Damankusch. Z roku 1443 pochází dokument, v němž se uvedený dům vzpomíná jako "Weittenhof" (z něm. Široký dvůr). Známý bratislavský historik Tivadar Ortvay (1843 - 1916) v jednom ze svých spisů uvádí, že zde stojící budova byla ozdobena městským znakem a její jádro tvořila z větší části dřevěná konstrukce. Od poloviny 17. až do začátku 18. století se v historických záznamech kromě pojmenování "Weittenhof" uvádí i označení "domus civitatis" (tj. "městský dům"), na základě čehož lze předpokládat, že původní objekt se v uvedeném období dostal do majetku města.
Budovu od svého vzniku v 14. století vlastnilo několik majitelů, různého společenského postavení. Mezi nejvýznamnější z nich patřil např. komorský rádce Juraj Szombathely (v domě bydlel v roce 1621); v roce 1636 ho vlastnil rod Illésházyovců.
Stavba domu neušla pozornosti ani Matěje Bela. Ve své známé Notice (z roku 1735) ho popisuje takto:
Nakoniec sa nepatrí obísť ani palác, ktorý ľudovo nazývajú podľa širokého dvora Weiter-Hoff. Mestu patrí podľa veľmi starého práva. Postavený je na širokom priestranstve pri ústi Zámočníckej uličky (Nemci ju volajú Schlosser Gasse, Maďari Lakatos-Utza). Tam, kde má výhľad na františkánsky kostol, sú izby vhodné na bývanie. Ale pretože na druhú stranu sa ťahá vo dvoch krídlach, nechýba mu nádhera a pohodlie...

Bel pokračuje popisem události, která citelně zasáhla do osudů stavby - 23. října 1733 dům vyhořel. Zřejmou příčinou byla nedbalost divadelní společnosti, která měla prostory v paláci pronajaté. Kromě toho z Belova popisu se dozvídáme, že místnosti v paláci vícekrát posloužily např. k ubytování vojenských důstojníků nebo to, že suterénní prostory se využívaly k uskladňování vína.
V roce 1762 dům resp. zbytky domu, koupil bratislavský sládek Johann Michael Spech, pocházející z někdejší rychtářské rodiny v Podhradí. O uvedené skutečnosti zanechal zprávu známý historik a kartograf Ján Matej Korabinský ve svém díle Beschreibung der Königliche - ungarischen Haupt-, Frey - und Krönungstadt Pressburg (Popis uherského královského, hlavního a korunovačního města Prešpurku) z roku 1781.
4. března 1768 získal Michael Spech povolení na stavbu nového objektu na místě někdejší, požárem poškozené budovy. Dodnes se nepodařilo zjistit autora projektu. Někteří odborníci poukazovali na cizí původ projektanta; objevila se úvaha o díle významného rakouského architekta Franze Antona Hillebrandta. Stavební práce vedl zednický mistr Matej Höllrigl (1728 - 1801), který přišel do Prešpurku v roce 1755 a pracoval zde jako městský polír. Podle archivních záznamů trvala stavba dva roky - od jara 1768 do jara roku 1770.
Výsledkem výstavby byl reprezentační městský barokní palác s bohatou rokokovou štukovou ornamentální výzdobou fasád a vybavením vnitřních prostor, s vysokým standardem provedení umělecko-řemeslných prací.

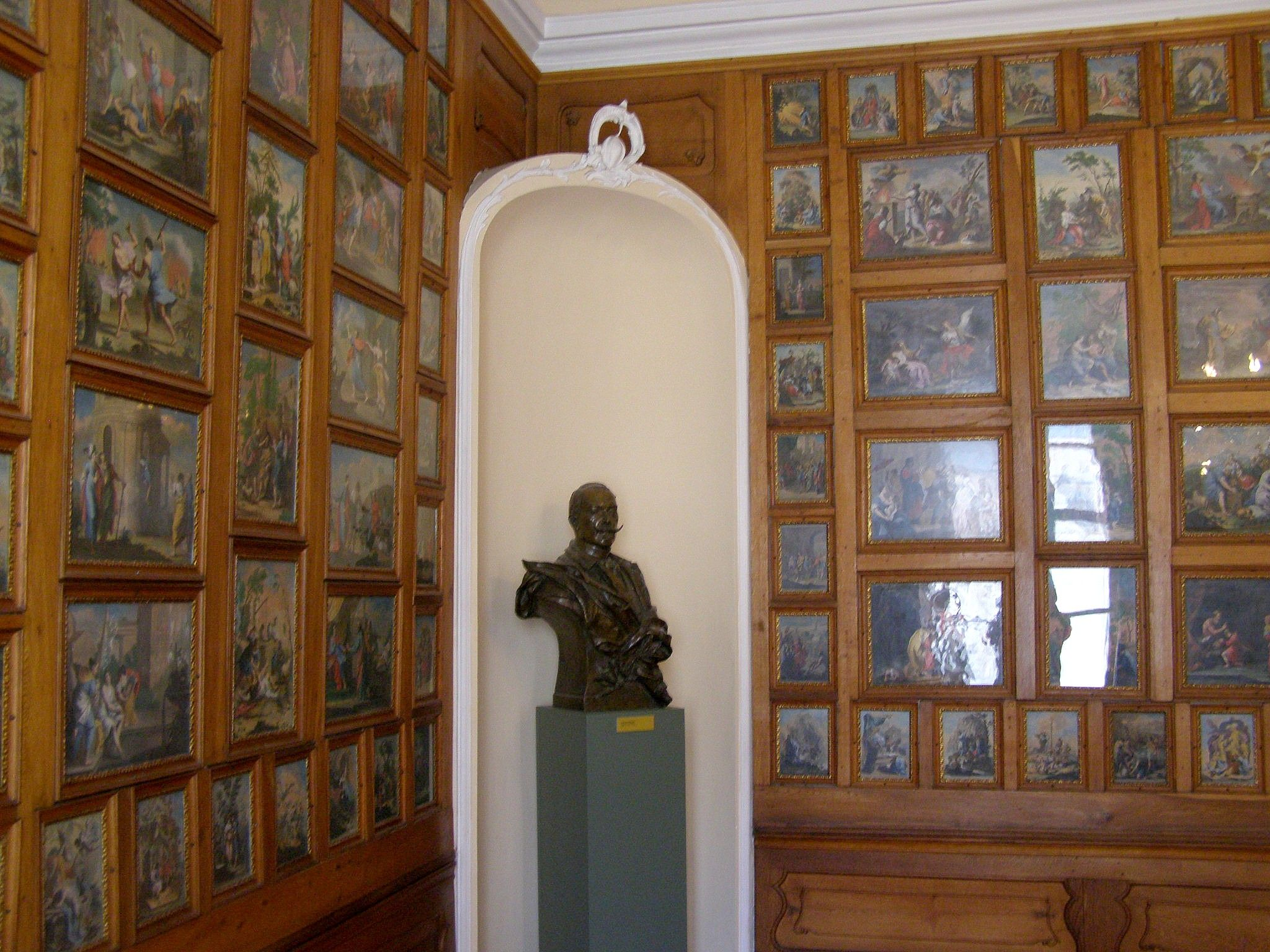
Jedna z původních místností paláce s dřevěným obložením

Brzy po dokončení Spech palác prodal. Jeho novým majitelem se stal hrabě Imrich Csáky, který jako majitel figuruje ještě v roce 1813. Ve starší literatuře byly jemu přisuzované dva plastické erby umístěné v tympanonu na průčelí. Až následný výzkum ukázal, že patří jednomu z pozdějších vlastníků objektu.
V průběhu následujících sto let objekt několikrát změnil svého majitele. Mezi známějších patřil Adam Jurenák (1772 - 1837), člen městské rady. Jako vlastník je uveden v roce 1828.
V povědomí širší veřejnosti jsou známí zejména poslední dva soukromí majitelé paláce - Nyáryovci a dr. Emil Mirbach. Nyáryovi získali palác v roce 1908 v osobě hraběte Kolomana Nyáryho a jeho syna Karla. Přední uherský hraběcí rod pochází z obce Bedegh v Tolnianské stolici. Právě Nyáryům náleží zmíněné erby v tympanonu. Rod vlastnil palác jen osm let. 30. března 1917 ho i se zařízením zděděným po předchozích majitelích a sbírkou vzácných uměleckých předmětů koupil baron dr. Emil Mirbach s manželkou. Nový majitel si byl vědom historické ceny paláce i ceny uměleckých děl, kterými byl palác zařízený. Proto ho v poslední vůli odkázal městu s žádostí, aby dům zpřístupnili veřejnosti jako muzeum výtvarného umění.
Město se vlastnictví paláce ujalo v roce 1949 a již v následujícím roce se v něm konaly první výstavy uměleckých děl. V následujících letech prošel palác rozsáhlou památkovou rekonstrukcí, po ukončení níž ho v roce 1975 zpřístupnili veřejnosti. V dubnu uvedeného roce se stal sídlem mezitím založené Městské galerie.
V současnosti jsou interiéry paláce stavebně přizpůsobené muzejním účelům, přesto se v původním stavu zachovaly dvě místnosti v prvním patře s dřevěným obložením na stěnách, do kterého jsou instalovány vzácné dobové grafické listy z 18. století. Mirbachův palác byl v roce 1963 zapsán do státního seznamu kulturních památek. V paláci je stálá expozice středoevropského barokního malířství a sochařství, a také prostory určené krátkodobým výstavám.

## Popis stavby
Čtyřkřídlý dvoupatrový palác se sedlovými střechami postavený na půdorysu nepravidelného lichoběžníku architektonicky dotváří prostor severního zakončení Františkánského náměstí. Palácová křídla obklopují vnitřní dvůr. Jeho dominantu tvoří fontána s kopií sousoší Tritón a nymfa, dílem předního bratislavského sochaře Viktora Tilgnera.
Hlavní, přísně symetrické průčelí, orientované do Františkánského náměstí zdobí jemné vzdušné rokaje nápaditých tvarů. Středem fasády vede nápadný rizalit zakončený mohutným tympanonem, na kterém je pod hraběcího korunou kartuše s dvojicí oválných štítů. Tvoří rodový erb předposledních majitelů paláce – Nyáryů.